# Interpol
Interpol (ang. International Criminal Police Organization) – międzynarodowa organizacja policji pomagająca organom ścigania w walce z wszelkimi formami przestępczości. Działa w 196 krajach (stan na styczeń 2025). Kieruje się czterema podstawowymi funkcjami, które zapewniają zaawansowaną technologicznie infrastrukturę wsparcia technicznego i operacyjnego w celu umożliwienia policji na całym świecie sprostania wyzwaniom przestępczości XXI wieku. Sekretariat generalny działający w Lyonie pracuje 24 godziny na dobę i 7 dni w tygodniu, zapewniając centralny punkt kontaktowy dla National Central Bureau (NCB) w każdym kraju członkowskim, w celu uzyskania pomocy lub informacji na temat dochodzeń transgranicznych.
Prezydentem Interpolu jest od 2021 roku Ahmed Nasser Al-Raisi ze Zjednoczonych Emiratów Arabskich, sekretarzem generalnym jest Jürgen Stock z Niemiec.

## Zarys historyczny Interpolu
W 1923 roku na Międzynarodowym Kongresie Policji Kryminalnych w Wiedniu powołano Międzynarodową Komisję Policji Kryminalnych. Jednym z organizatorów Komisji był inspektor Wiktor Ludwikowski.
Po aneksji Austrii (Anschluss) w roku 1938, z przyczyn formalnych (według uchwały kongresu w maju 1934 od tego roku prezydentem IKPK miał być zawsze szef wiedeńskiej policji), kontrolę nad Interpolem przejęły Niemcy, a w roku 1942 siedziba organizacji została przeniesiona do Berlina. Według Szymona Wiesenthala dokumenty Interpolu zostały wykorzystane dla własnych celów przez władze III Rzeszy. Od roku 1938 do 1945, prezydentami Interpolu byli funkcjonariusze III Rzeszy Otto Steinhäusl (generał SS), Reinhard Heydrich (generał SS), Arthur Nebe (generał SS – stracony w marcu 1945 za udział w zamachu na Hitlera) i Ernst Kaltenbrunner (generał SS – skazany na karę śmierci w Norymberdze).
W 1946 roku podczas konferencji w Brukseli reaktywowano Międzynarodową Komisję Policji Kryminalnych. Przeniesiono wówczas siedzibę centrali Komisji do Paryża. Dziesięć lat później przyjęto nazwę Międzynarodowa Organizacja Policji Kryminalnych – Interpol. Kolejnym krokiem reorganizacyjnym było przeniesienie siedziby Sekretariatu Generalnego do Saint-Cloud, a następnie do Lyonu.
W roku 1967 Organizacja liczyła sto państw członkowskich. Do połowy lat siedemdziesiątych współpraca policyjna odbywała się przede wszystkim za pośrednictwem Interpolu oraz na podstawie bilateralnych i multilateralnych umów międzynarodowych. Obecnie Interpol liczy 194 państw członkowskich i jest największą oraz najbardziej znaną na świecie międzynarodową organizacją policyjną. Jest istotnym forum współpracy policyjnej państw, zwłaszcza tych, które nie należą do Unii Europejskiej.
W 1991 roku rozpoczęto budowę nowoczesnego zinformatyzowanego systemu łączności Interpolu. W roku 2002 został uruchomiony system łączności I-24/7, którego funkcjonowanie zostało oparte na zasadzie działania Internetu. System ma za zadanie ułatwić Krajowym Biurom Interpolu dostęp do swoich baz danych. Pierwszym państwem podłączonym do tego systemu była Kanada.

## Podstawy prawne i zasady współpracy w ramach Interpolu
Podstawą prawną działania Interpolu jest statut uchwalony w 1956 roku, w czasie 25 Sesji Zgromadzenia Ogólnego w Wiedniu wraz z poprawkami. Inne ważne dokumenty regulujące pracę Interpolu to: Regulamin Ogólny, Standardy Pracy Krajowych Biur Interpolu, Regulamin Finansowy. Dla funkcjonowania Organizacji ważne są również Rezolucje Zgromadzenia Ogólnego Interpolu, uchwały i rezolucje Organizacji Narodów Zjednoczonych, a także konwencje i porozumienia międzynarodowe, w których Interpol wymieniany jest jako podmiot współdziałania.

## Struktura organizacyjna Interpolu
Struktura organizacyjna Interpolu opiera się na sieci Krajowych Biur Interpolu, których praca jest koordynowana przez Sekretariat Generalny, odpowiedzialny za swoją działalność przed Zgromadzeniem Ogólnym i Komitetem Wykonawczym Interpolu. Wymiana informacji odbywa się w czterech językach roboczych: angielskim, francuskim, hiszpańskim i arabskim.

### Zgromadzenie ogólne
Zgromadzenie Ogólne jest najważniejszym organem decyzyjnym Interpolu, a jego sesje odbywają się raz w roku w jednym z krajów członkowskich. W Sesjach Zgromadzenia Ogólnego Interpolu uczestniczą wysocy rangą funkcjonariusze reprezentujący organy ścigania krajów członkowskich. Każde państwo może być reprezentowane przez jednego lub wielu delegatów, jednak dana delegacja może mieć tylko jednego przewodniczącego, wyznaczonego przez kompetentny organ rządowy, posiadającego prawo do głosowania, na podstawie upoważnienia przedłożonego wcześniej organizatorom. Zgromadzenie Ogólne podejmuje decyzje w formie rezolucji lub zaleceń uchwalanych zwykłą większością głosów z wyjątkiem tych decyzji, dla których większość dwóch trzecich wymagana jest statutem.
Do podstawowych funkcji tego gremium należy:
- określanie zasad działania Organizacji właściwych dla osiągnięcia jej statutowych celów,
- rozpatrywanie i zatwierdzanie programu pracy na przyszły rok kalendarzowy,
- określanie polityki finansowej,
- przyjmowanie rezolucji oraz wydawanie rekomendacji dla krajów członkowskich,
- wybory członków władz Organizacji.

### Komitet Wykonawczy
W skład Komitetu Wykonawczego wchodzą: Prezydent i trzej jego zastępcy wybierani na cztery lata przez Zgromadzenie Ogólne, oraz dziewięciu delegatów wybranych przez to samo gremium na okres trzech lat. Posiedzenia Komitetu odbywają się co najmniej raz w roku. Każdy z trzynastu członków powinien pochodzić z innego państwa z uwzględnieniem klucza geograficznego. Do podstawowych funkcji Komitetu wykonawczego należy:
- nadzorowanie wykonywania decyzji Zgromadzenia Ogólnego,
- przygotowanie porządku obrad sesji Zgromadzenia Ogólnego,
- przedkładanie Zgromadzeniu Ogólnemu programu pracy oraz każdego projektu, który uznany zostanie za pożyteczny,
- kontrolowanie działalności Sekretarza Generalnego,
- wypełnianie wszystkich pełnomocnictw, udzielonych mu przez Zgromadzenie Ogólne.

### Prezydent
Prezydent wybierany na okres czterech lat przez Zgromadzenie Ogólne. Do jego zadań należą:
- Przewodniczenie sesjom Zgromadzenia Ogólnego i Komitetu Wykonawczego oraz kierowanie obradami;
- czuwanie nad zgodnością działalności Organizacji z decyzjami Zgromadzenia Ogólnego i Komitetu Wykonawczego;
- utrzymywanie stałego i bezpośredniego kontaktu z Sekretarzem Generalnym Organizacji.

Od założenia Interpolu w 1923 r. Prezydentami organizacji byli:
| Johann Schober          | do 1932           |
| Franz Brandl            | do 1934           |
| Eugen Seydel            | do 1935           |
| Michael Skubl           | do 1938           |
| Otto Steinhäusl         | do 1940           |
| Reinhard Heydrich       | do 1942           |
| Arthur Nebe             | do 1943           |
| Ernst Kaltenbrunner     | do 1945           |
| Florent Louwage         | do 1956           |
| Agostinho Lourenço      | do 1960           |
| Richard Jackson         | do 1963           |
| Fjalar Jarva            | do 1964           |
| Firmin Franssen         | do 1968           |
| Paul Dickopf            | do 1972           |
| William Leonard Higgitt | do 1976           |
| Carl Persson            | do 1980           |
| Jolly Bugarin           | do 1984           |
| John Simpson            | do 1988           |
| Ivan Barbot             | do 1992           |
| Norman Inkster          | do 1994           |
| Björn Eriksson          | do 1996           |
| Toshinori Kanemoto      | do 2000           |
| Jesús Espigares Mira    | do 2004           |
| Jackie Selebi           | do 2008           |
| Arturo Herrera Verdugo  | 2008 (tymczasowo) |
| Khoo Boon Hui           | do 2012           |
| Mireille Ballestrazzi   | do 2016           |
| Meng Hongwei            | do 2018           |
| Kim Jong Yang           | od 2018           |
| Ahmed Nasser Al-Raisi   | od 2021           |

### Sekretariat Generalny
Sekretariat Generalny z siedzibą w Lyonie jest organem administracyjnym i technicznym Interpolu, odpowiedzialnym za jego sprawne codzienne funkcjonowanie. Na czele stoi Sekretarz Generalny wybierany przez Zgromadzenie Ogólne na wniosek Komitetu Wykonawczego na okres pięciu lat. Nadzoruje on działalność Sekretariatu, zarządza finansami, powołuje stałe komórki organizacyjne i kieruje ich pracą zgodnie z wytycznymi przyjętymi przez Komitet Wykonawczy i Zgromadzenie Ogólne Interpolu.
W 2003 roku w strukturze Sekretariatu Generalnego wyodrębniono Centrum Dowodzenia i Koordynacji Interpolu, które ma zapewnić Interpolowi możliwość nieprzerwanego działania. Jego głównym zadaniem jest koordynacja ważnych przedsięwzięć realizowanych przez kilka państw członkowskich oraz zapewnienie pomocy i wsparcia krajów członkowskich podczas sytuacji kryzysowych, jak również imprez masowych.
Od założenia Interpolu w 1923 r. Sekretarzami Generalnymi byli:
| Oskar Dressler  | do 1946 |
| Louis Ducloux   | do 1951 |
| Marcel Sicot    | do 1963 |
| Jean Népote     | do 1978 |
| André Bossard   | do 1985 |
| Raymond Kendall | do 2000 |
| Ronald Noble    | do 2014 |
| Jürgen Stock    | od 2014 |

### Europejskie Biuro Łącznikowe
W celu wzmocnienia współpracy europejskich państw członkowskich Interpolu, na 54 Sesji Zgromadzenia Ogólnego w 1985 r. postanowiono o utworzeniu, w ramach Sekretariatu Generalnego, Sekretariatu Europejskiego. W 1988 r. w związku z rozszerzeniem kompetencji Sekretariat Europejski został przekształcony w Europejskie Biuro Łącznikowe. W ten sposób w Sekretariacie Generalnym została wyodrębniona jednostka przeznaczona do kontaktów w regionie europejskim.
Do zadań Europejskiego Biura Łącznikowego należy:
- zapewnienie kancelaryjnej obsługi europejskim instytucjom Interpolu (np. Europejskiemu Komitetowi Interpolu i Europejskiej Konferencji Regionalnej);
- pełnienie funkcji łącznikowej wobec europejskich państw członkowskich w przypadku złożonych spraw wymagających współpracy międzynarodowej;
- umożliwianie natychmiastowych kontaktów w pilnych sprawach.

Ważnym gremium dla państw europejskich jest powołany na 60 Sesji Zgromadzenia Ogólnego Interpolu w Punta del Este, w listopadzie 1991 r. Europejski Komitet Interpolu. Jest to organ doradczo-kontrolny, określający politykę Organizacji wobec państw członkowskich kontynentu europejskiego. W jego skład wchodzą reprezentanci ośmiu państw wybieranych przez Europejską Konferencję Regionalną na okres czterech lat oraz europejski przedstawiciel Komitetu Wykonawczego. Do zadań Europejskiego Komitetu Interpolu należy przygotowywanie strategii działania Organizacji mającej zasadnicze znaczenie dla organów ścigania państw europejskich w zwalczaniu przestępczości oraz opracowywanie rekomendacji dla Europejskiej Konferencji Regionalnej. Spotkania Komitetu Europejskiego odbywają się trzy razy w roku w siedzibie Sekretariatu Generalnego Interpolu.

### Krajowe Biura Interpolu
Krajowe Biura Interpolu są organami przeznaczonymi przede wszystkim do kontaktu z centralą Organizacji – ustanowione są w każdym państwie członkowskim. Wymiana informacji odbywa się również między poszczególnymi oddziałami (Biurami Krajowymi Interpolu) – są to również punkty reprezentujące dane państwo w Organizacji oraz będące przedstawicielami Interpolu w tym kraju. Praca Krajowych Biur Interpolu powinna odbywać się w oparciu o standardy zatwierdzane przez Zgromadzenie Ogólne. Dzięki temu możliwe stało się egzekwowanie jednolitego systemu i procedur działania. Najistotniejsze spośród tych standardów to, między innymi, konieczność zapewnienia przez KBI dwudziestoczterogodzinnej służby dyżurnych przez cały rok, w celu zapewnienia stałej łączności i swobodnej wymiany informacji we wszystkich językach oficjalnych Interpolu, jak również zapewnienie udzielania odpowiedzi w terminie.

### Doradcy Interpolu
Doradcy Interpolu pełnią jedynie rolę konsultantów w określonych sprawach. Wyznaczani są na trzy lata przez Komitet Wykonawczy spośród fachowców cieszących się międzynarodowym uznaniem i autorytetem w dziedzinie, która interesuje Organizację. Ich nominacja jest ważna dopiero po przyjęciu jej przez Zgromadzenie Ogólne. Doradca może być odwołany z funkcji decyzją Zgromadzenia Ogólnego.

## Konferencje regionalne
Na 66 Sesji Zgromadzenia Ogólnego Interpolu, która odbyła się w New Delhi, w październiku 1997 r. podjęto decyzję, że regionalne konferencje będą odbywały się regularnie na pięciu kontynentach: w Afryce, Azji, Europie i w obu Amerykach. Pierwsza Europejska Konferencja Regionalna odbyła się w Rzymie w 1966 r., następna w 1970 r. we francuskiej miejscowości Saint-Cloud, gdzie do 1976 r. spotkania odbywały się co dwa lata – obecnie odbywają się co rok.
W 1983 r. zadecydowano, iż Europejski Wiceprezydent Interpolu będzie pełnił funkcję przewodniczącego Europejskiej Konferencji Regionalnej. Podczas Europejskiej Konferencji Regionalnej omawiana jest strategia wzmacniania współpracy państw członkowskich Interpolu kontynentu europejskiego oraz aktualny stan przestępczości na podstawie raportów opracowywanych przez Europejski Komitet Interpolu, Poddyrektoriat ds. Europy Sekretariatu Generalnego Interpolu, właściwe grupy robocze oraz poszczególne delegacje.

## Polska w strukturach Interpolu
Polska Policja jest obecna w międzynarodowych strukturach policyjnych od 1923 roku, kiedy to przedstawiciele polskiej Policji uczestniczyli w kongresie założycielskim Międzynarodowej Komisji Policji Kryminalnych. W 1952 roku wskutek uwarunkowań politycznych strona polska zerwała wszelkie kontakty z Interpolem, chociaż formalnie nigdy z niej nie wystąpiła. Jedynie Jugosławia z państw zza „żelaznej kurtyny” pozostała w strukturach Organizacji, jednak w latach dziewięćdziesiątych, w związku z tzw. konfliktem bałkańskim została usunięta z Interpolu.
Po raz drugi Polska została przyjęta w poczet członków M.O.P.K. Interpol w 1990 roku podczas Sesji Zgromadzenia Ogólnego Interpolu w Ottawie. W wyniku przemian ustrojowych, jakie dokonały się w Polsce po 1989 roku, polska Policja stanęła przed nowymi zadaniami w walce z przestępczością. Pojawiły się nowe rodzaje przestępstw: przestępstwa bankowe, piractwo towarowe i wiele innych. Ponadto ułatwienia w ruchu granicznym wraz z położeniem geograficznym w centrum Europy sprawiły, że zorganizowane grupy przestępcze przemycają przez Polskę skradzione samochody, narkotyki, nielegalnych imigrantów itd.
Polskiej Policji trudno byłoby sprostać nowym wyzwaniom, walcząc samodzielnie z narastającą falą przestępczości. Koniecznością stało się nawiązanie szerokiej współpracy z organami ścigania innych państw. Poprzez przynależność do tej Organizacji, polska Policja uzyskała dostęp do jej bogatych zbiorów danych, jak również do nowoczesnego zinformatyzowanego systemu wymiany informacji o globalnym zasięgu. Za pośrednictwem tej sieci polska Policja może bez zbędnej zwłoki kontaktować się z organami ścigania innych państw oraz gromadzić i przetwarzać informacje. Jako członek Interpolu może również przekazywać, wymieniać i zdobywać doświadczenia w zakresie zwalczania przestępczości podczas organizowanych przez Organizację konferencji i szkoleń międzynarodowych.

## Narzędzia Interpolu w walce z przestępczością międzynarodową
Aktualnie działający system łączności Interpolu o nazwie I24/7 zapewnia państwom członkowskim stałą, szybką i bezpieczną komunikację. Jest to największy i najbardziej zasobny w dane system wymiany informacji. Kolejne istotne narzędzie Interpolu do walki ze zorganizowaną przestępczością stanowią bazy danych Interpolu, w których gromadzone są informacje m.in. o utraconych i skradzionych dokumentach, pojazdach oraz dziełach sztuki.
Istotną rolę w ściganiu sprawców przestępstw spełniają tzw. notices, czyli listy gończe. Są one publikowane przez Sekretariat Generalny w czterech oficjalnych językach Interpolu na wniosek państw członkowskich. Jest sześć kategorii listów gończych, każdy oznaczony innym kolorem:
- Red Notice oznacza poszukiwania w celu aresztowania i ekstradycji,
- Yellow Notice ogłaszany jest w celu wszczęcia poszukiwań osób zaginionych,
- Blue Notice publikowany w celu uzyskania dodatkowych danych o osobie lub informacji o nielegalnej działalności,
- Black Notice wydawany w celu ustalenia tożsamości niezidentyfikowanych zwłok,
- Green Notice zawiera ostrzeżenia o osobach, które popełniły przestępstwa i istnieje duże prawdopodobieństwo, że mogą popełnić takie same przestępstwa w innym kraju,
- Orange Notice zawiera informacje o osobach, które mogą posiadać ukrytą broń lub materiały wybuchowe oraz inne niebezpieczne przedmioty.

## Kluczowe obszary działalności Interpolu
Interpol został powołany do walki z przestępczością międzynarodową. Obecnie działalność Interpolu koncentruje się na następujących obszarach:
- zwalczanie przestępczości narkotykowej i zorganizowanej,
- zwalczanie przestępczości ekonomicznej,
- poszukiwanie zbiegłych przestępców,
- zwalczanie terroryzmu i zapewnienie bezpieczeństwa i porządku publicznego,
- zwalczanie handlu ludźmi.

W zakresie zwalczania przestępczości narkotykowej i zorganizowanej Interpol identyfikuje nowe trendy, szlaki przemytnicze i grupy przestępcze. Ponadto Interpol kolekcjonuje i analizuje dane otrzymane z krajów członkowskich w celu opracowywania stosownych raportów. Interpol zapewnia również pomoc państwom członkowskim w prowadzeniu międzynarodowych śledztw, koordynuje sprawy, w które zaangażowane są przynajmniej dwa państwa członkowskie; organizuje spotkania robocze w przypadku wykrycia wspólnych elementów w sprawach, które toczą się na terenie państw członkowskich, organizuje konferencje poświęcone konkretnym zagadnieniom związanym ze zwalczaniem przestępczości narkotykowej, wymianie informacji o najnowszych sposobach i technikach walki z kartelami oraz sposobom zacieśnienia współpracy pomiędzy agendami zajmującymi się przedmiotową problematyką.
W obszarze zwalczania przestępczości ekonomicznej Interpol koncentruje się na zwalczaniu: prania pieniędzy, fałszerstw pieniędzy i kart płatniczych, przestępczości przeciwko własności intelektualnej.
Interpol powołał do życia specjalny wydział ds. poszukiwania zbiegłych przestępców pod nazwą Fugitive Investigative Service, w celu usprawnienia współpracy między krajami członkowskimi. Do jego najistotniejszych zadań należy:
- opracowywanie i publikowanie listów gończych,
- koordynacja i upowszechnianie najlepszych praktyk i wiedzy specjalistycznej,
- koordynacja bieżących dochodzeń.

W zakresie zwalczania terroryzmu oraz zapewnienia bezpieczeństwa i porządku publicznego Interpol gromadzi, przechowuje, analizuje i wymienia informacje o osobach i grupach podejrzanych o terroryzm. Organizacja koordynuje również obieg zawiadomień o ewentualnych zagrożeniach ze strony szczególnie niebezpiecznych przestępców, terrorystów itd. W roku 2004 i 2005 Interpol zorganizował dwie konferencje poświęcone temu zagadnieniu, w których uczestniczyli liczni wysocy rangą funkcjonariusze specjalizujący się w zwalczaniu bioterroryzmu.
W obszarze zwalczania handlu ludźmi Interpol koncentruje swoje wysiłki przede wszystkim na trzech obszarach:
- przeciwdziałaniu handlowi kobietami w celu seksualnego wykorzystywania,
- zwalczaniu przemytu ludzi oraz
- wykorzystywaniu seksualnemu dzieci.

Wysiłki Interpolu koncentrują się również na ściganiu sprawców zbrodni wojennych i przeciwko ludzkości, zwalczaniu przestępstw przeciwko środowisku naturalnemu oraz walce z korupcją.

## Współpraca z innymi organizacjami

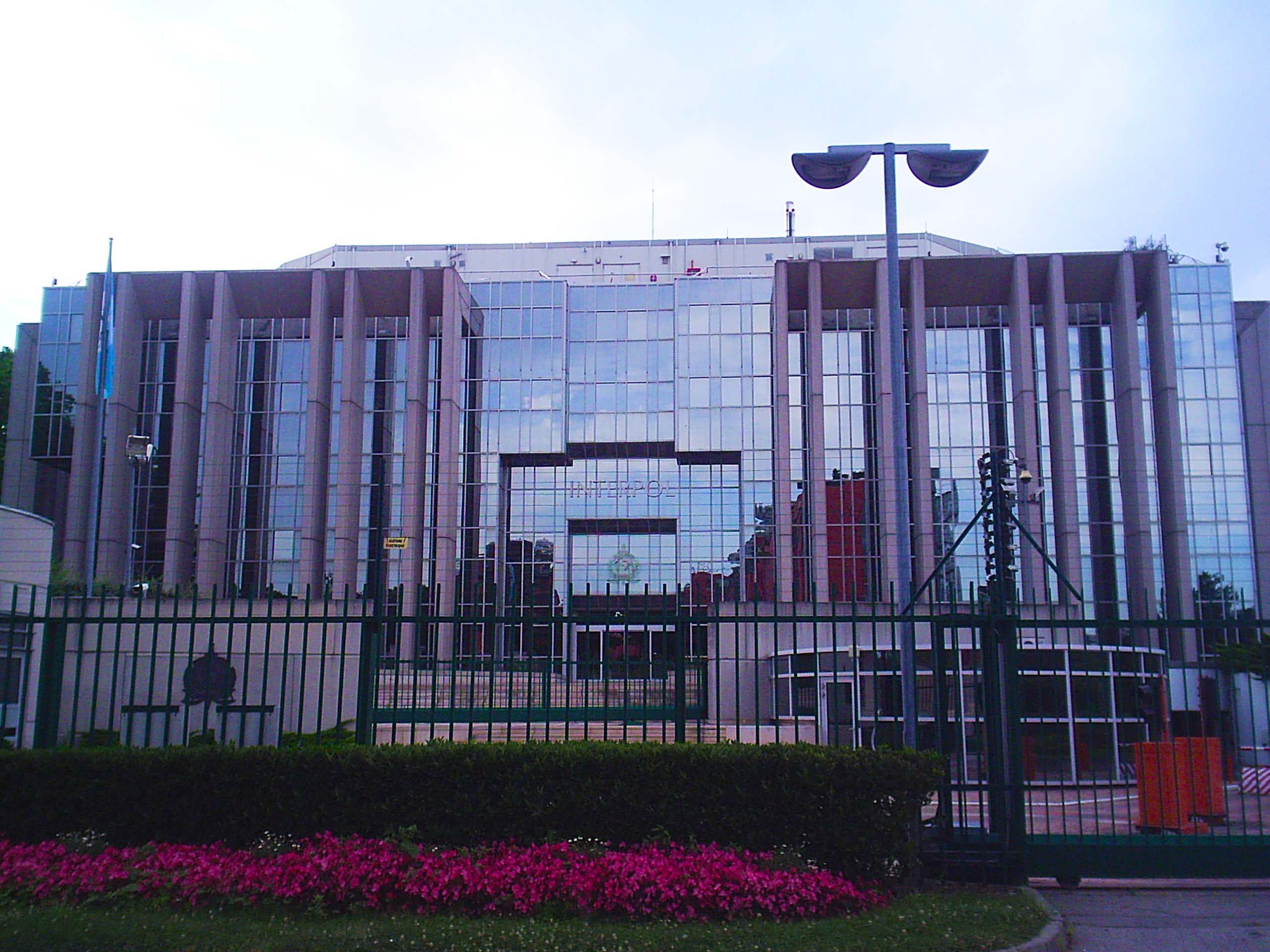
Siedziba Interpolu w Lyonie

### Współpraca z Organizacją Narodów Zjednoczonych
W listopadzie 2004 roku Interpol otworzył biuro oficera łącznikowego w ONZ w Nowym Jorku, co w znacznej mierze przyczyniło się do intensyfikacji współpracy z innymi multilateralnymi organizacjami i podkreśla istotne znaczenie w koordynowaniu prac mających na celu zwalczanie przestępczości kryminalnej o światowym zasięgu. Pierwszym oficerem łącznikowym został dr Ulrich Kersten, były prezydent Federalnego Urzędu Kryminalnego (BKA) i delegat Komitetu Wykonawczego Interpolu.
Podczas 74 Sesji Zgromadzenia Ogólnego Interpolu w Berlinie ustalono szereg kroków umożliwiających współpracę z Organizacją Narodów Zjednoczonych w kwestii zwalczania terroryzmu i sposobów finansowania działalności organizacji terrorystycznych. W dniu 29.07.2005 r. jednogłośnie przyjęto rezolucję 1617 Rady Bezpieczeństwa ONZ, zgodnie z którą przewidziano rozwój współpracy pomiędzy Sekretarzem Generalnym ONZ i Interpolem w celu rozwinięcia efektywnych sposobów działania, które powinny pomóc Radzie Bezpieczeństwa ONZ oraz Komisji do spraw Al Kaidy w zwalczaniu międzynarodowego terroryzmu.

### Współpraca z Europolem
Współpraca z Europolem opiera się na porozumieniu o wzajemnej współpracy z dnia 5 listopada 2001 r. („Co-operation agreement between Interpol and Europol”). Celem tego porozumienia jest dalsza współpraca pomiędzy Interpolem i Europolem w zwalczaniu przestępczości zorganizowanej z zachowaniem kompetencji każdej organizacji. Osiągnięcie tego celu możliwe jest poprzez wymianę informacji operacyjnych, strategicznych oraz technicznych, jak również poprzez rozwój systemu szkoleń oraz wymianę oficerów łącznikowych.

### Współpraca z UNESCO
W maju 2003 r. Interpol wraz z UNESCO podpisał porozumienie, na mocy którego ustalono utworzenie bazy danych dóbr kulturowych utraconych lub zaginionych podczas działań wojennych w Iraku. Dzięki temu UNESCO posiada dostęp do systemu informatycznego Interpolu umożliwiającego wymianę informacji na temat skradzionych dzieł sztuki.

### Współpraca z Microsoft
Współpraca z firmą Microsoft opiera się na działaniach przeciwko przestępstwom komputerowym (kontrole adresów internetowych), w tym przeciwko phishingowi, polegającym na kradzieży informacji potrzebnych między innymi do wyłudzania pieniędzy, kontroli rejestracji nowych domen internetowych.

## Państwa członkowskie
- Afganistan
- Albania
- Algieria
- Andora
- Angola
- Antigua i Barbuda
- Arabia Saudyjska
- Argentyna
- Armenia
- Aruba
- Australia
- Austria
- Azerbejdżan
- Bahamy
- Bahrajn
- Bangladesz
- Barbados
- Belgia
- Belize
- Benin
- Białoruś
- Bhutan
- Boliwia
- Bośnia i Hercegowina
- Botswana
- Brazylia
- Brunei
- Bułgaria
- Burkina Faso
- Burundi
- Chile
- Chiny
- Chorwacja
- Curaçao
- Cypr
- Czad
- Czarnogóra
- Czechy
- Dania
- Demokratyczna Republika Konga
- Dominika
- Dominikana
- Dżibuti
- Egipt
- Ekwador
- Erytrea
- Estonia
- Etiopia
- Fidżi
- Filipiny
- Finlandia
- Francja
- Gabon
- Gambia
- Ghana
- Grecja
- Grenada
- Gruzja
- Gujana
- Gwatemala
- Gwinea
- Gwinea Bissau
- Gwinea Równikowa
- Haiti
- Hiszpania
- Holandia
- Honduras
- Indie
- Indonezja
- Iran
- Irak
- Irlandia
- Islandia
- Izrael
- Jamajka
- Japonia
- Jemen
- Jordania
- Kambodża
- Kamerun
- Kanada
- Katar
- Kazachstan
- Kenia
- Kirgistan
- Kiribati
- Kolumbia
- Komory
- Kongo
- Kostaryka
- Korea Południowa
- Kuba
- Kuwejt
- Laos
- Lesotho
- Liban
- Liberia
- Libia
- Liechtenstein
- Litwa
- Luksemburg
- Łotwa
- Macedonia Północna
- Madagaskar
- Malawi
- Malediwy
- Malezja
- Mali
- Malta
- Maroko
- Mauretania
- Mauritius
- Meksyk
- Mikronezja
- Mjanma
- Mołdawia
- Monako
- Mongolia
- Mozambik
- Namibia
- Nauru
- Nepal
- Niemcy
- Niger
- Nigeria
- Nikaragua
- Norwegia
- Nowa Zelandia
- Oman
- Pakistan
- Palau
- Palestyna
- Panama
- Papua-Nowa Gwinea
- Paragwaj
- Peru
- Polska
- Portugalia
- Południowa Afryka
- Republika Środkowoafrykańska
- Republika Zielonego Przylądka
- Rosja
- Rumunia
- Rwanda
- Saint Kitts i Nevis
- Saint Lucia
- Saint Vincent i Grenadyny
- Salwador
- Samoa
- San Marino
- Senegal
- Serbia
- Seszele
- Sierra Leone
- Singapur
- Sint Maarten
- Słowacja
- Słowenia
- Somalia
- Sri Lanka
- Stany Zjednoczone
- Eswatini
- Sudan
- Surinam
- Syria
- Szwajcaria
- Szwecja
- Tadżykistan
- Tajlandia
- Tanzania
- Timor Wschodni
- Togo
- Tonga
- Trynidad i Tobago
- Tunezja
- Turcja
- Turkmenistan
- Uganda
- Ukraina
- Urugwaj
- Uzbekistan
- Vanuatu
- Watykan
- Wenezuela
- Węgry
- Wielka Brytania
- Wietnam
- Włochy
- Wybrzeże Kości Słoniowej
- Wyspy Marshalla
- Wyspy Salomona
- Wyspy Świętego Tomasza i Książęca
- Zambia
- Zimbabwe
- Zjednoczone Emiraty Arabskie

## Państwa nienależące do organizacji
- Korea Północna
- Kosowo
- Tajwan
- Sahara Zachodnia
- Tuvalu